# Zuzuwadi
Zuzuwadi è un quartiere di Hosur (del Distretto di Krishnagiri), nello stato indiano del Tamil Nadu, sito a trentaquattro chilometri da Bangalore lungo la strada Hosur-Bangalore, e confina con la città di Attibele nel Karnataka.

## Società

### Evoluzione demografica
Secondo i dati raccolti in occasione del censimento del 2001, la popolazione di Zuzuwadi era all'epoca di 6.338 abitanti, di cui 3.489 maschi e 2.489 femmine. Zuzuwadi aveva un rapporto tra i sessi di 1,010 maschi per ogni femmina, e un tasso di alfabetizzazione dell'86,85%.